# Шереш, Ференц
Ференц Шереш (венг. Seres Ferenc; род. 3 ноября 1945, Тисакечке, Бач-Кишкун) — венгерский борец греко-римского и вольного стилей, призёр Олимпийских игр, призёр чемпионатов мира и Европы, семикратный (1970 вольный стиль, 1971, 1972, 1973, 1977, 1979, 1985 греко-римский стиль) чемпион Венгрии.

## Биография
До 1969 года боролся в наилегчайшем весе до 52 килограммов, но не добился никаких успехов. Успехи пришли к нему только в 25-летнем возрасте, тогда, когда по решению FILA перечень весовых категорий был дополнен первым наилегчайшим весом до 48 килограммов, в который Ференц Шереш при росте в 153 сантиметра легко укладывался.
В 1970 году стал чемпионом Венгрии по вольной борьбе, в 1971 году — по греко-римской и с тех пор выступал почти до конца карьеры только по греко-римской борьбе. В 1971 году остался шестым на чемпионате мира и пятым на чемпионате Европы.
На Летних Олимпийских играх 1972 года в Мюнхене боролся в первом наилегчайшем весе (до 48 килограммов). В сравнении с предыдущими играми, регламент турнира остался прежним, с начислением штрафных баллов, но сменилось количество баллов, начисляемых за тот или иной результат встречи. Теперь за чистую победу штрафные баллы не начислялись, за победу с явным преимуществом начислялось 0,5 штрафных балла, за победу по очкам 1 балл, за ничью 2 или 2,5 балла, за поражение с явным преимуществом соперника 3,5 балла и за чистое поражение 4 балла. Как и прежде, борец, набравший 6 штрафных баллов, из турнира выбывал. Титул оспаривали 20 борцов.
Ференц Шереш победил в одной и проиграл в двух (будущему чемпиону и будущему бронзовому призёру) встречах и из турнира выбыл.
| Выступление на Олимпийских играх 1972 года | Выступление на Олимпийских играх 1972 года | Выступление на Олимпийских играх 1972 года | Выступление на Олимпийских играх 1972 года | Выступление на Олимпийских играх 1972 года | Выступление на Олимпийских играх 1972 года | Выступление на Олимпийских играх 1972 года |
| Круг                                       | Соперник                                   | Страна                                     | Результат                                  | Баллы                                      | Всего баллов                               | Время схватки                              |
| ------------------------------------------ | ------------------------------------------ | ------------------------------------------ | ------------------------------------------ | ------------------------------------------ | ------------------------------------------ | ------------------------------------------ |
| 1                                          | Георге Берчану                             | Румыния                                    | Поражение Туше                             | -4                                         | -4                                         | 7:43                                       |
| 2                                          | Берндт Дрехсель                            | Германская Демократическая Республика      | Победа Туше                                | 0                                          | -4                                         | 1:08                                       |
| 3                                          | Стефан Ангелов                             | Болгария                                   | Поражение По очкам                         | -3                                         | -7                                         | 12:00                                      |

В 1973 году на чемпионате Европы был снова пятым, но завоевал бронзовую медаль чемпионата мира. В 1974 году был пятым на чемпионате Европы и шестым на чемпионате мира. В 1975 году завоевал бронзовую медаль чемпионата Европы; на чемпионате мира остался шестым. В 1976 году вновь занял третью ступень пьедестала на чемпионате Европы.
На Летних Олимпийских играх 1976 года в Монреале боролся в первом наилегчайшем весе (до 48 килограммов). Регламент турнира остался в основном прежним. Титул оспаривали 15 борцов.
И опять, как и на играх 1972 года в первой встрече жребий свёл Ференца Шереша с будущим чемпионом Игр, и венгерский борец был дисквалифицирован за пассивность, а следующую встречу проиграл чисто и выбыл из турнира.
| Выступление на Олимпийских играх 1976 года | Выступление на Олимпийских играх 1976 года | Выступление на Олимпийских играх 1976 года | Выступление на Олимпийских играх 1976 года | Выступление на Олимпийских играх 1976 года | Выступление на Олимпийских играх 1976 года | Выступление на Олимпийских играх 1976 года | Выступление на Олимпийских играх 1976 года |
| Круг                                       | Соперник                                   | Страна                                     | Результат                                  | Счёт                                       | Баллы                                      | Всего баллов                               | Время схватки                              |
| ------------------------------------------ | ------------------------------------------ | ------------------------------------------ | ------------------------------------------ | ------------------------------------------ | ------------------------------------------ | ------------------------------------------ | ------------------------------------------ |
| 1                                          | Алексей Шумаков                            | Союз Советских Социалистических Республик  | Поражение                                  | Дисквалификация                            | -4                                         | -4                                         | 7:45                                       |
| 2                                          | Майк Фарина                                | Соединённые Штаты Америки                  | Поражение                                  | Туше                                       | -8                                         | -8                                         | 5:10                                       |

В 1976 году он закончил международные выступления, но продолжал выступать в Венгрии. Однако в 1979 году, в 34-летнем возрасте он сделал попытку вернуться и в 1979 году остался четвёртым на чемпионате мира. В 1980 был шестым на Гран-при Германии и на чемпионате Европы.
На Летних Олимпийских играх 1980 года в Москве боролся в первом наилегчайшем весе (до 48 килограммов). Регламент турнира остался в основном прежним. Титул оспаривали 10 борцов.
Финальную встречу Ференц Шереш проиграл, и занял третье место, получив бронзовую медаль Олимпиады.
| Выступление на Олимпийских играх 1980 года | Выступление на Олимпийских играх 1980 года | Выступление на Олимпийских играх 1980 года | Выступление на Олимпийских играх 1980 года | Выступление на Олимпийских играх 1980 года | Выступление на Олимпийских играх 1980 года | Выступление на Олимпийских играх 1980 года | Выступление на Олимпийских играх 1980 года |
| Круг                                       | Соперник                                   | Страна                                     | Результат                                  | Счёт                                       | Баллы                                      | Всего баллов                               | Время схватки                              |
| ------------------------------------------ | ------------------------------------------ | ------------------------------------------ | ------------------------------------------ | ------------------------------------------ | ------------------------------------------ | ------------------------------------------ | ------------------------------------------ |
| 1                                          | Роман Кирпач                               | Польша                                     | Победа                                     | Туше                                       | 0                                          | 0                                          | 1:32                                       |
| 2                                          | Альфредо Ольвера                           | Мексика                                    | Победа                                     | 13-5 За явным преимуществом                | -0,5                                       | -0,5                                       | 9:00                                       |
| 3                                          | Жаксылык Ушкемпиров                        | Союз Советских Социалистических Республик  | Поражение                                  | 6-17 За явным преимуществом                | -3,5                                       | -4                                         | 9:00                                       |
| 4                                          | Рейо Хаапаранта                            | Финляндия                                  | Победа                                     | 17-2 За явным преимуществом                | 0                                          | -4                                         | 9:00                                       |
| Финал                                      | Константин Александру                      | Румыния                                    | Поражение                                  | 5-10                                       |                                            |                                            | 9:00                                       |

В 1981 году остался шестым как на чемпионате мира, так и на чемпионате Европы. В 1982 году был бронзовым призёром розыгрыша Кубка мира. В 1984 году выступил на Гран-при Германии как в греко-римской, так и в вольной борьбе и был четвёртым и пятым соответственно.
В 1985 году, в 40-летнем возрасте завоевал звание чемпиона Венгрии в седьмой раз и оставил карьеру.
После окончания карьеры работал на литейном производстве.